# Ed Rendell
Edward Gene Rendell (New York, 5 gennaio 1944) è un politico statunitense, Governatore della Pennsylvania dal 2003 al 2011 ed in precedenza sindaco di Filadelfia dal 1992 al 2000. In precedenza, Rendell ha servito come procuratore distrettuale di Filadelfia dal 1978 al 1986.
Appartenente al partito democratico, fu governatore dal 21 gennaio 2003 al 18 gennaio 2011. Tra il 1992 ed il 1999 è stato sindaco della città di Filadelfia.